# 笠間站
笠間站（日语：／ Kasama eki */?）是位於茨城縣笠間市下市毛，東日本旅客鐵道（JR東日本）的水戶線車站。

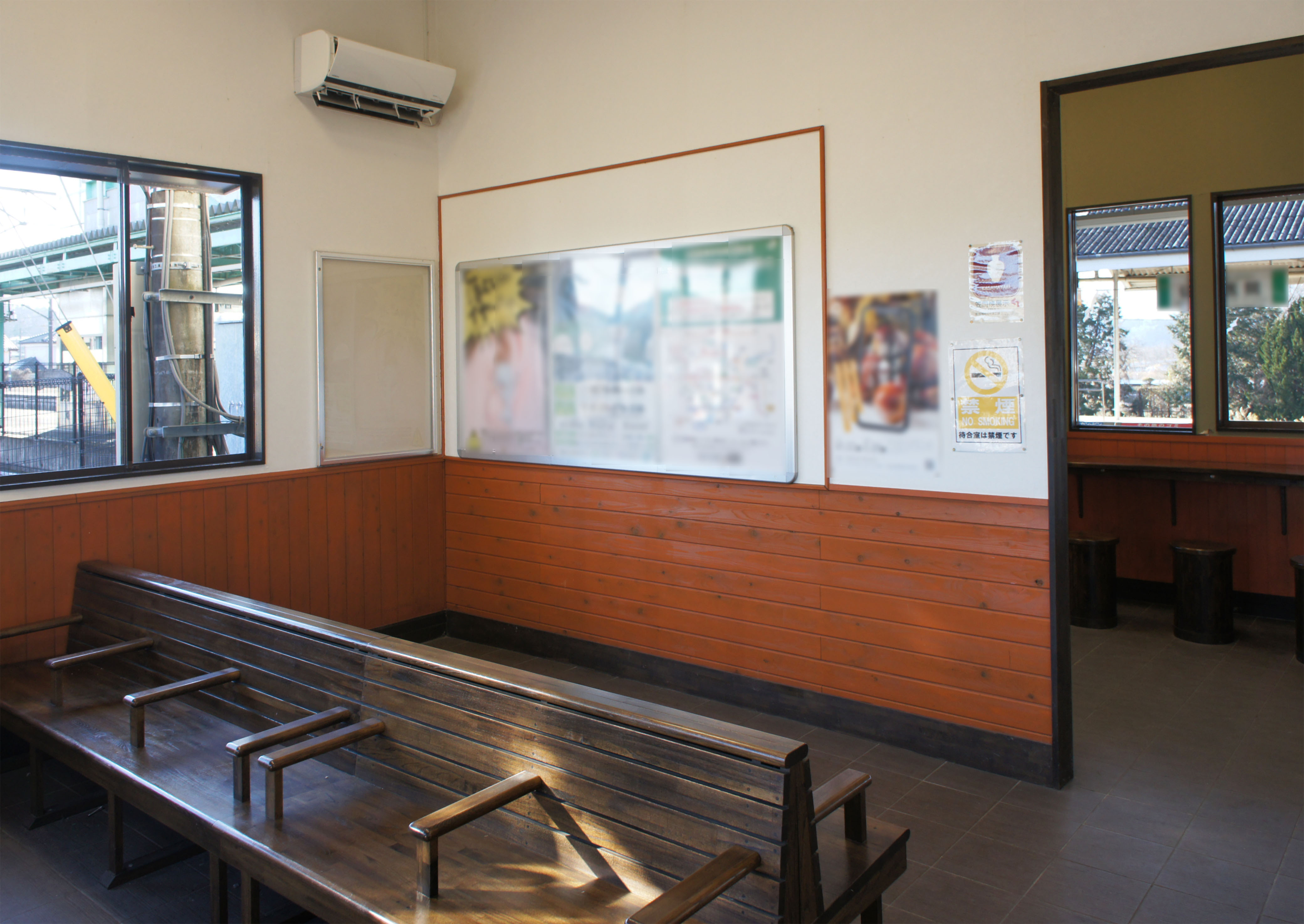
車站內部(2022年1月)

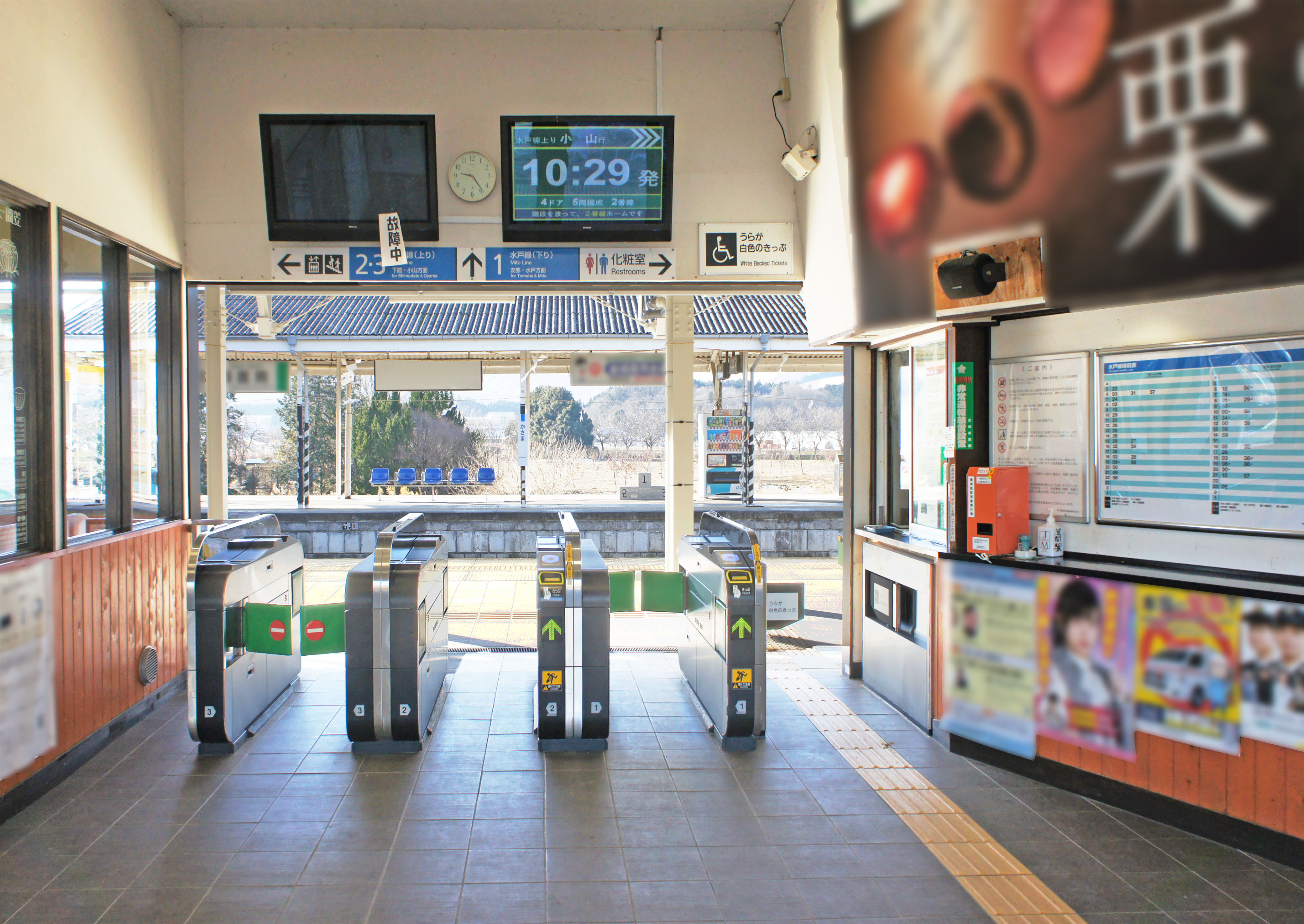
驗票口(2022年1月)

## 概要
本站位於笠間市中心，鄰近笠間日動美術館、笠間稻荷神社、佐白山（笠間城蹟）。此站最接近市政廳本廳舍，該市的代表車站為常磐線友部站。

### 在此站行走的運行形態
- 上行（下館、結城、小山方向）和下行（岩瀨、笠間、友部方向）列車，日間各方向大約1小時1班普通列車停靠。
- 在早上和黃昏設有列車從友部直通至常磐線（水戶、勝田方向）[2]。

## 歷史
- 1889年（明治22年）1月16日：水戶鐵道開設此站。
- 1892年（明治25年）3月1日：路線轉讓給日本鐵道。
- 1906年（明治39年）11月1日：路線國有化（日语：鉄道国有法）。
- 1909年（明治42年）10月12日：制定路線名稱，成為水戶線車站。
- 1915年（大正4年）11月22日：笠間人車軌道（日语：笠間人車軌道）（後來改名為「笠間稻荷軌道」）笠間站前至笠間町之間開通。
- 1930年（昭和5年）11月17日：笠間稻荷軌道營業廢止。
- 1987年（昭和62年）4月1日：伴隨國鐵分割民營化，車站由東日本旅客鐵道（JR東日本）營運。
- 1992年（平成4年）12月20日：綠色窗口開始營業[3]。
- 2001年（平成13年）11月18日：此站可以開始使用IC卡Suica[4]。
- 2006年（平成18年）
  - 3月14日：綠色窗口結業[5]。
  - 3月15日：引入「你好售票機Kaeru君（日语：もしもし券売機Kaeruくん）」[5]。
- 2009年（平成21年）3月14日：引入發車音樂。
- 2012年（平成24年）2月27日：「你好售票機Kaeru君」結業。
- 2014年（平成26年）4月29日：改變發車音樂。
- 2015年（平成27年）
  - 4月1日：變為業務委託車站，委托JR水戶鐵道服務負責車站業務。
  - 7月1日：車站業務委托者變為JR東日本車站服務（日语：JR東日本ステーションサービス）。

## 車站構造

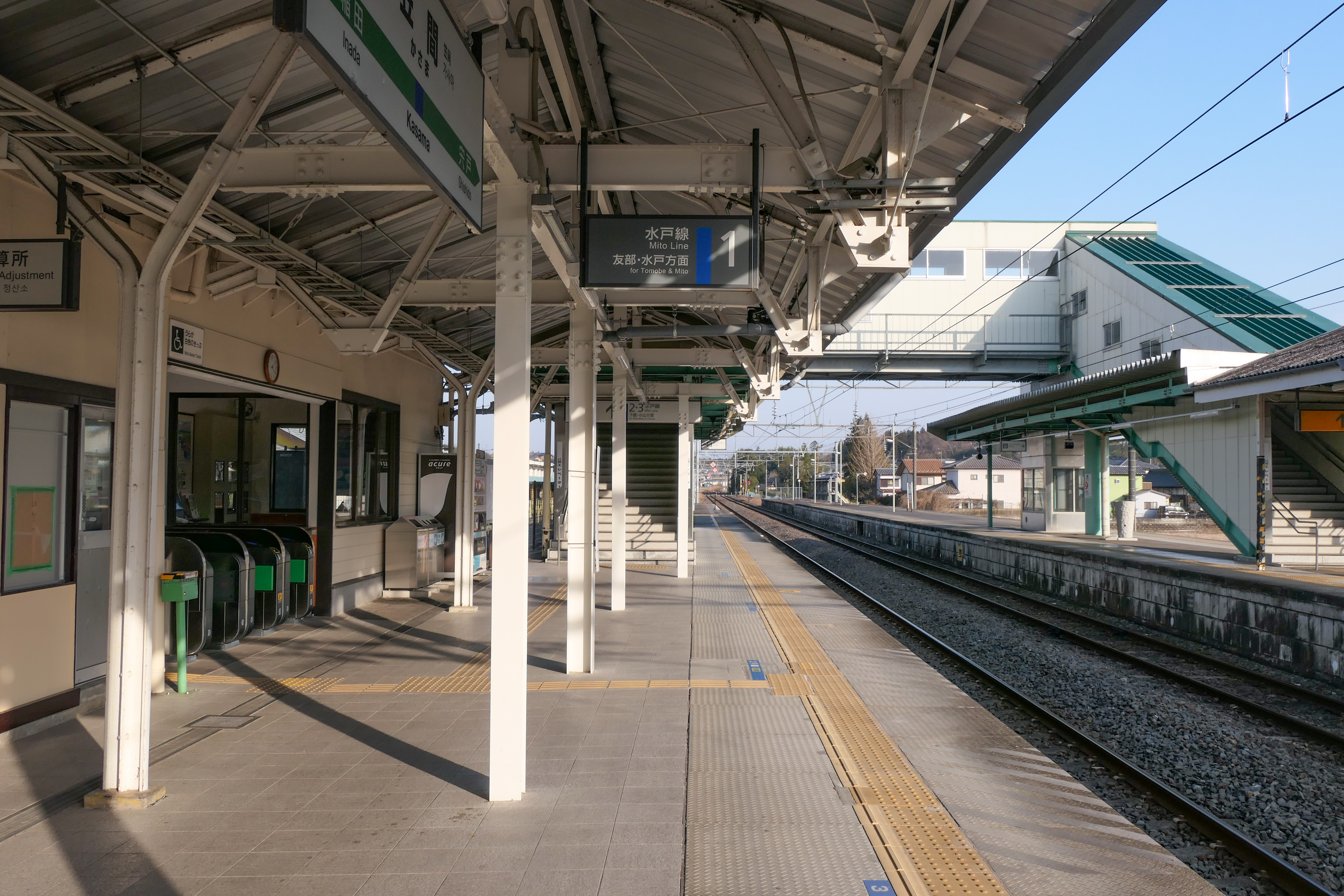
1號月台(2022年3月)

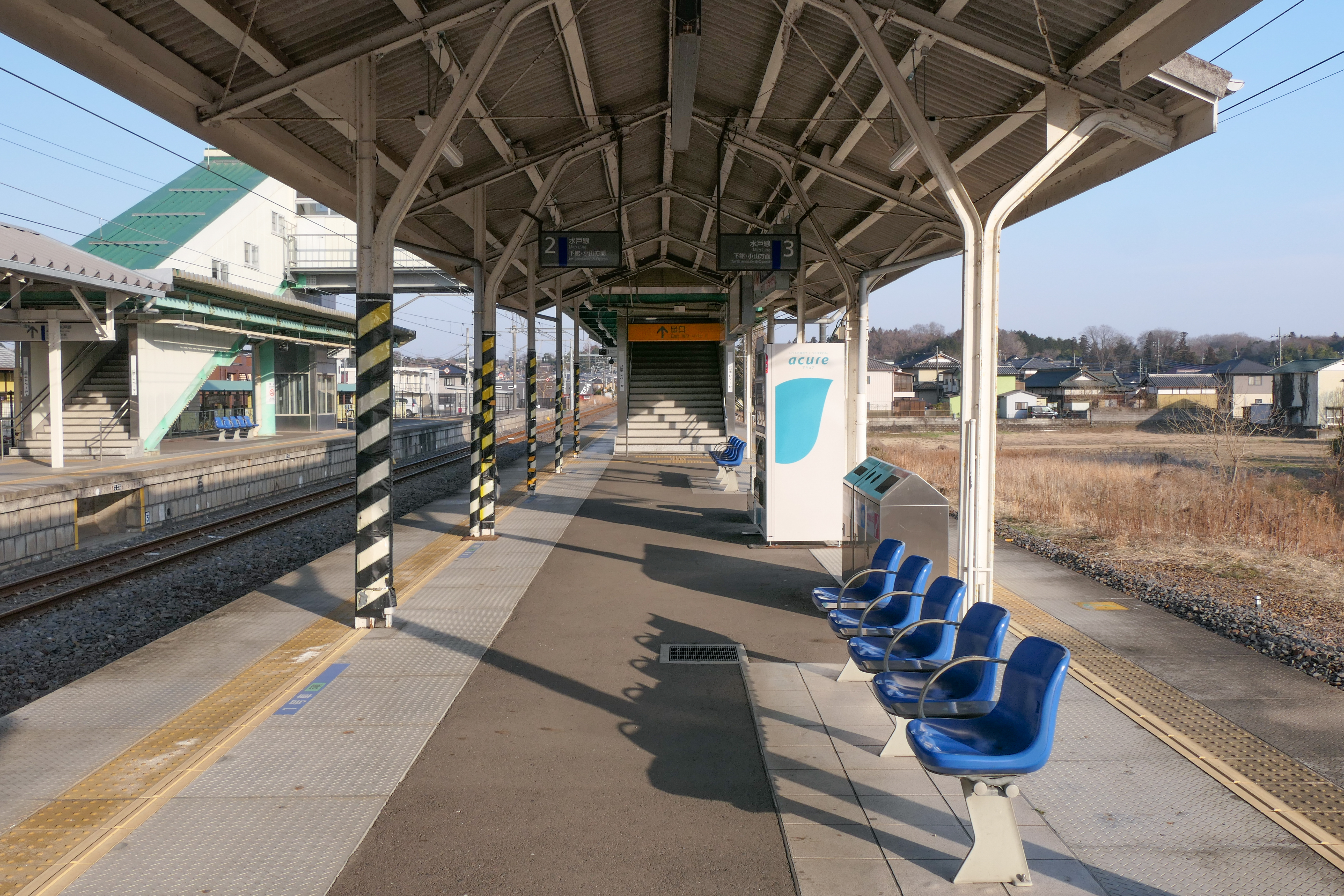
2號與3號月台(2022年3月)

本站是地面車站，設有1面1線的單式月台和1面2線的島式月台，共有2面3線月台。各月台之間設有跨線橋連接。本站於2006年（平成18年）進行月台改善工程和重建跨線橋，並在跨線橋上加設升降機。
此站是由友部站管理的業務委託車站，委托JR東日本車站服務。車站內設有可支援Suica的自動閘機。在2006年（平成18年）3月15日引入「你好售票機Kaeru君」，該售票機在2012年（平成24年）2月27日結業，取而代之為多功能售票機。

### 月台
| 月台 | 路線    | 上下行 | 方向           |
| ---- | ------- | ------ | -------------- |
| 1    | ■水戶線 | 下行   | 友部、水戶方向 |
| 2、3 | ■水戶線 | 上行   | 下館、小山方向 |

參考
3號月台主要用作臨時列車停靠。以及從19時09分前往小山的列車使用3號月台。

### 發車音樂
在2014年4月29日，車站引入發車音樂。與友部站和岩間站同樣，音樂取自來自笠間市的歌手坂本九的樂曲。
- 1號月台 「幸福的話就拍手吧（日语：幸せなら手をたたこう）」
- 2、3號月台 「Letkiss（日语：レットキス）」

## 使用狀況
根據「JR東日本」的資料，在2019年度（令和元年度）1日平均乘車人次為1,292人。
以下為近年乘車人次變化列表：
| 乘車人次變化       | 乘車人次變化     | 乘車人次變化    |
| 年度               | 1日平均 乘車人次 | 參考資料        |
| ------------------ | ---------------- | --------------- |
| 2000年（平成12年） | 1,894            | [ 利用客数 2 ]  |
| 2001年（平成13年） | 1,907            | [ 利用客数 3 ]  |
| 2002年（平成14年） | 1,845            | [ 利用客数 4 ]  |
| 2003年（平成15年） | 1,754            | [ 利用客数 5 ]  |
| 2004年（平成16年） | 1,718            | [ 利用客数 6 ]  |
| 2005年（平成17年） | 1,644            | [ 利用客数 7 ]  |
| 2006年（平成18年） | 1,642            | [ 利用客数 8 ]  |
| 2007年（平成19年） | 1,566            | [ 利用客数 9 ]  |
| 2008年（平成20年） | 1,547            | [ 利用客数 10 ] |
| 2009年（平成21年） | 1,474            | [ 利用客数 11 ] |
| 2010年（平成22年） | 1,406            | [ 利用客数 12 ] |
| 2011年（平成23年） | 1,363            | [ 利用客数 13 ] |
| 2012年（平成24年） | 1,405            | [ 利用客数 14 ] |
| 2013年（平成25年） | 1,403            | [ 利用客数 15 ] |
| 2014年（平成26年） | 1,374            | [ 利用客数 16 ] |
| 2015年（平成27年） | 1,420            | [ 利用客数 17 ] |
| 2016年（平成28年） | 1,367            | [ 利用客数 18 ] |
| 2017年（平成29年） | 1,372            | [ 利用客数 19 ] |
| 2018年（平成30年） | 1,342            | [ 利用客数 20 ] |
| 2019年（令和元年） | 1,292            | [ 利用客数 1 ]  |

## 車站周邊
- 市營笠間站北出口單車停泊處
- 市營笠間站北出口停車場
- 笠間站前觀光詢問處
- 國道355號（日语：国道355号）
- 茨城縣立笠間高等學校（日语：茨城県立笠間高等学校）
- 笠間稻荷神社
- 茨城縣陶藝美術館
- 笠間藝術之森公園
- 笠間日動美術館（日语：笠間日動美術館）
- 春風萬里莊（日语：笠間日動美術館#春風萬里荘）
- 笠間市政廳笠間分所（舊・笠間市政廳）
- 笠間公民館
- 笠間體育館
- 笠間郵局（日语：笠間郵便局）
- 笠間站前郵局
- 涸沼川（日语：涸沼川）
- K's電機（日语：ケーズホールディングス）笠間店

### 巴士路線

#### 笠間站
在站前設有巴士總站。
| 乘車處 | 系統               | 主要途經           | 目的地       | 巴士公司                              | 備註                     |
| ------ | ------------------ | ------------------ | ------------ | ------------------------------------- | ------------------------ |
| 1      |                    | 稻荷神社前         | 藝術之森公園 | 茨城交通                              | 只於上午服務             |
| 2      |                    | 荒町、稻田站入口   | 桃山         | 茨城交通                              | 星期六、日及假期暫停服務 |
| 3      |                    | 春風萬里莊、陶器通 | 友部站北出口 | 笠間觀光周遊巴士 （委托茨城交通運行） | 逢星期一暫停服務         |
| 3      | 春風萬里莊、陶器通 | 工藝之丘陶藝美術館 |              | 笠間觀光周遊巴士 （委托茨城交通運行） | 逢星期一暫停服務         |

#### 笠間站前
在笠間站前郵局前設有巴士站。
| 系統                    | 主要途經                   | 目的地   | 巴士公司 | 備註 |
| ----------------------- | -------------------------- | -------- | -------- | ---- |
| 關東陶器Liner           | 八潮停車區（TX八潮站）     | 秋葉原站 | 茨城交通 |      |
| 関東陶器Liner、急行巴士 | 茂木逆川館前、陶藝展覽入口 | 益子站   | 茨城交通 |      |
| 高速巴士                | 二本松巴士站               | 仙台站   | 茨城交通 |      |

## 相鄰車站
東日本旅客鉄道（JR東日本）
■水戶線 
稻田－笠間－宍戶

## 注腳

### 使用狀況
1. 1 2  . 東日本旅客鐵道.   [2020-07-12]. （原始内容存档于2020-07-11） （日语）.
2. ↑  . 東日本旅客鐵道.   [2019-03-10]. （原始内容存档于2019-03-27） （日语）.
3. ↑  . 東日本旅客鐵道.   [2019-03-10]. （原始内容存档于2019-03-27） （日语）.
4. ↑  . 東日本旅客鐵道.   [2019-03-10]. （原始内容存档于2019-03-27） （日语）.
5. ↑  . 東日本旅客鐵道.   [2019-03-10]. （原始内容存档于2019-03-27） （日语）.
6. ↑  . 東日本旅客鐵道.   [2019-03-10]. （原始内容存档于2019-03-27） （日语）.
7. ↑  . 東日本旅客鐵道.   [2019-03-10]. （原始内容存档于2019-03-27） （日语）.
8. ↑  . 東日本旅客鐵道.   [2019-03-10]. （原始内容存档于2019-03-27） （日语）.
9. ↑  . 東日本旅客鐵道.   [2019-03-10]. （原始内容存档于2019-04-02） （日语）.
10. ↑  . 東日本旅客鐵道.   [2019-03-10]. （原始内容存档于2019-03-27） （日语）.
11. ↑  . 東日本旅客鐵道.   [2019-03-10]. （原始内容存档于2019-03-27） （日语）.
12. ↑  . 東日本旅客鐵道.   [2019-03-10]. （原始内容存档于2019-03-27） （日语）.
13. ↑  . 東日本旅客鐵道.   [2019-03-10]. （原始内容存档于2019-03-27） （日语）.
14. ↑  . 東日本旅客鐵道.   [2019-03-10]. （原始内容存档于2018-10-26） （日语）.
15. ↑  . 東日本旅客鐵道.   [2019-03-10]. （原始内容存档于2016-04-04） （日语）.
16. ↑  . 東日本旅客鐵道.   [2019-03-10]. （原始内容存档于2019-03-27） （日语）.
17. ↑  . 東日本旅客鐵道.   [2019-03-10]. （原始内容存档于2019-03-23） （日语）.
18. ↑  . 東日本旅客鐵道.   [2019-03-10]. （原始内容存档于2017-07-29） （日语）.
19. ↑  . 東日本旅客鐵道.   [2019-07-09]. （原始内容存档于2018-07-06） （日语）.
20. ↑  . 東日本旅客鐵道.   [2019-07-09]. （原始内容存档于2019-07-05） （日语）.

## 外部連結
- 車站資訊（笠間）：東日本旅客鐵道（日語）